# Couleurs d’origine
 (septembre 2017).
Si vous disposez d'ouvrages ou d'articles de référence ou si vous connaissez des sites web de qualité traitant du thème abordé ici, merci de compléter l'article en donnant les références utiles à sa vérifiabilité et en les liant à la section « Notes et références ».
Albums de François Feldman
À contre-jour
(1996) Des larmes et de l’amour
(2004)
Singles
1. J'aurais voulu te dire
Sortie : 29 novembre 1997
2. Évadée du volcan (promo)
Sortie : 1997
3. Comme une évidence (promo)
Sortie : 1998

Couleurs d'origine est le sixième album studio enregistré par l'auteur-compositeur-interprète français François Feldman et sorti en 1997.

## Réception

### Accueil commercial
Le premier extrait de l'album, J'aurais voulu te dire, permet au chanteur de réintégrer le Top 50 puisque ce titre se hisse à la 41e place du classement.

### Accueil critique
Le succès de l'album reste, malgré tout, mitigé[réf. nécessaire].

## Liste des titres
Toutes les paroles sont écrites par Jean-Marie Moreau, toute la musique est composée par François Feldman.
| 1.    | À l'ombre de tes yeux                                                     | 3:32 |
| 2.    | Évadée du volcan                                                          | 5:23 |
| 3.    | Elle a tout l'essentiel                                                   | 3:13 |
| 4.    | Juste une étincelle                                                       | 3:57 |
| 5.    | Je t'aimerai                                                              | 4:11 |
| 6.    | J'aurais voulu te dire (en duo avec Mamido) (reprise de Caroline Legrand) | 4:15 |
| 7.    | Comme une évidence                                                        | 3:56 |
| 8.    | J'écoutais Marvin                                                         | 4:54 |
| 9.    | Usés par nos dilemmes                                                     | 4:13 |
| 10.   | Ville contre ville                                                        | 3:36 |
| 11.   | Danser la mort du cygne                                                   | 4:04 |
| 45:14 |                                                                           |      |

## Classement hebdomadaire
| Classement (1997) | Meilleure position |
| ----------------- | ------------------ |
| France (SNEP)     | 65                 |

## Historique de sortie
| Pays   | Date             | Format              | Label   |
| ------ | ---------------- | ------------------- | ------- |
| France | 13 novembre 1997 | CD • cassette audio | Philips |